# 劉望
劉望（？—23年），《後漢書》劉玄传等作劉望、《漢書》王莽传等作劉聖。新朝末年群雄之一。

## 生平
原为漢室宗族鍾武侯，胡三省引《漢書》王子侯表，以劉望为長沙王一族鐘武節侯劉度（長沙定王劉发之曾孫，長沙戴王劉庸之孫，長沙頃王劉鮒鮈之子）之后。鐘武節侯劉度去世後，其子孝侯宣繼承，之後是劉宣子哀侯霸繼承，而劉霸亡後。元延二年（前11年），劉則以劉霸叔父的身份紹封繼承，怀疑劉望是劉則之子。鐘武在南陽郡、汝南郡郡境之内。
更始元年（23年）6月，新朝主力在頴川郡昆陽（今河南省平頂山市）被劉秀歼灭。劉望起兵，攻打汝南郡各县。当時，昆陽之战敗北的新朝納言将軍庄尤（严尤）、秩宗将軍陳茂投奔劉望。同年8月劉望称天子，任命庄尤为大司馬、陳茂为丞相，与更始帝分庭抗礼。
更始帝命大司徒劉賜率軍追討劉望，劉望擊退劉賜。同年10月，奮威大将軍劉信討伐，劉望大敗，劉望、庄尤、陳茂战死，劉望政权滅亡。